# Primeiro molar inferior
O Primeiro molar inferior é um dente que está inserido na mandíbula localizado a frente do Segundo molar inferior e atrás do segundo pré-molar inferior de ambos lados da arcada havendo dois primeiros molares inferiores um esquerdo e um direito ou falando conforme padrão anatômico ele localiza-se mesialmente (em relação ao plano médio da face) ao segundo molar inferior  e distalmente (também considerando o plano médio da face) ao segundo pré-molar inferior de ambos os lados da boca. A função deste dente é a mesma dos demais molares e consiste em triturar os alimentos. Eles possuem na maioria dos casos 5 cúspides bem desenvolvidas: 2 no lado vestibular (mais próximo a bochecha ou vestíbulo), duas cúspides linguais (do lado que toca a língua) e uma cúspide distal (no lado que toca o 2 molar). Como ele esta localizado no arco mandibular esse dente normalmente se opõe ao primeiro molar superior e ao segundo molar superior e conforme a oclusão que estuda o encaixe ideal dos dentes ele deve ter suas cúspides vestibulares ou do lado da bochecha tocando o sulco central dos molares superiores e sua cúspide mésio vestibular tocando o centro do primeiro molar superior e a cúspide disto vestibular tocando o centro do segundo molar o que forma a chamada chave de oclusão de molares de classe I. Este dente assim como os demais molares não possuem nenhum dente decíduo ou de leite que o preceda irrompendo sem que ocorra a perda de nenhum dente.
No sistema de Notação Dentária FDI o primeiro mola inferior esquerdo é designado pelo número 36 e o direito pelo número 46.
No sistema de Palmer ambos os lado rebem o número 6, só que o o direito tem o símbolo, "┐", sobre o número, enquanto o esquerdo tem o simbolo, "┌".
Normalmente este o primeiro dente permanente a erupcionar na boca e também é conhecido por dente dos seis anos pois é nessa idade em média que erupciona na boca.

## Patologias
Os primeiro molares inferiores são os dentes mais frequentemente atingidos pela cárie, e os que mais sofrem  tratamento endodontico e exodontia. Cerca de 45% dos dentes extraidos são priros molares inferiores